# Iarley
Pedro Iarley Lima Dantas, detto Iarley (Quixeramobim, 29 marzo 1974), è un ex calciatore brasiliano, di ruolo attaccante, tecnico dell Santa Cruz-RS.

## Caratteristiche tecniche
Giocava come attaccante, sebbene il suo stile di gioco fosse più simile a quello di una seconda punta.

## Carriera

### Club
Ha iniziato a giocare per il Ferroviário, passando poi per Ceará e Paysandu in Brasile, Real Madrid B Ceuta, Foios e  Melilla in Spagna, Boca Juniors in Argentina e Dorados de Sinaloa in Messico. Fu acquistato dall'Internacional in vista del Campeonato Brasileiro Série A 2005, dopo che aveva impressionato in Primera División de México con i Dorados. Inizialmente titolare, perse il posto durante la Coppa Libertadores 2006 a causa della repentina ascesa di Rafael Sóbis. Dopo il trasferimento di Sóbis al Real Betis, si è caricato del peso della maglia numero 10 dell'Internacional; nel 2008, dopo vari successi internazionali come la vittoria della Coppa del mondo per club FIFA 2006, si è trasferito al Goiás.
Dopo aver giocato in seguito con Corinthians, Ceará, Goiás, Paysandu e Ferroviário, nell'agosto 2014 ha annunciato il suo ritiro dal calcio giocato.

## Palmarès

### Competizioni statali
- Campionato Cearense: 1

Ceará: 2002
- Campionato Gaúcho: 1

Internacional: 2008
- Campionato Goiano: 1

Goiás: 2009

### Competizioni nazionali
- Campionato argentino: 1

Boca Juniors: Clausura 2003

### Competizioni internazionali
- Coppa Intercontinentale: 1

Boca Juniors: 2003
- Coppa Libertadores: 1

Internacional: 2006
- Coppa del mondo per club: 1

Internacional: 2006
- Recopa Sudamericana: 1

Internacional: 2007